# Halowe Mistrzostwa Świata w Lekkoatletyce 2003 – bieg na 60 m mężczyzn
Bieg na 60 m mężczyzn – jedna z konkurencji rozgrywanych podczas halowych mistrzostw świata w lekkoatletyce w 2003. Eliminacje, półfinały i finał odbyły się 14 marca.
Do eliminacji zgłoszonych zostało 56 zawodników z 46 państw.
Zawody w tej konkurencji wygrał reprezentant Stanów Zjednoczonych Justin Gatlin. Drugą pozycję zajął zawodnik z Saint Kitts i Nevis Kim Collins, trzecią zaś reprezentujący Wielką Brytanię Jason Gardener.

## Wyniki

### Eliminacje
Źródło: 
Bieg 1
| Miejsce | Zawodnik                     | Państwo           | Wynik | Uwagi |
| ------- | ---------------------------- | ----------------- | ----- | ----- |
| 1.      | Justin Gatlin                | Stany Zjednoczone | 6,53  |       |
| 2.      | Dwight Thomas                | Jamajka           | 6,73  |       |
| 3.      | Dave Tomlin                  | Kanada            | 6,74  |       |
| 4.      | Rok Predanič                 | Słowenia          | 6,75  |       |
| 5.      | Argo Golberg                 | Estonia           | 6,77  |       |
| 6.      | Amr Seoud                    | Egipt             | 6,93  |       |
| 7.      | Andre Tambazah Amadie Isilam | Komory            | 7,17  | PB    |
| 8.      | Brian Mohammed               | Eswatini          | 7,40  |       |

Bieg 2
| Miejsce | Zawodnik            | Państwo           | Wynik | Uwagi |
| ------- | ------------------- | ----------------- | ----- | ----- |
| 1.      | Gábor Dobos         | Węgry             | 6,61  |       |
| 2.      | Deji Aliu           | Nigeria           | 6,64  |       |
| 3.      | Morné Nagel         | Południowa Afryka | 6,68  | SB    |
| 4.      | Anatolij Dowhal     | Ukraina           | 6,68  |       |
| 5.      | Stéphane Cali       | Francja           | 6,79  |       |
| 6.      | Reanchai Seeharwong | Tajlandia         | 7,01  | PB    |
| 7.      | Afzal Baig          | Pakistan          | 7,24  |       |
| 8.      | Ibrahim Umar        | Malediwy          | 7,71  |       |

Bieg 3
| Miejsce | Zawodnik           | Państwo           | Wynik | Uwagi |
| ------- | ------------------ | ----------------- | ----- | ----- |
| 1.      | Jeorjos Teodoridis | Grecja            | 6,65  |       |
| 2.      | Lindel Frater      | Jamajka           | 6,72  |       |
| 3.      | Andriej Jepiszyn   | Rosja             | 6,76  |       |
| 4.      | Shen Yunbao        | Chiny             | 6,76  |       |
| 5.      | Terrence Trammell  | Stany Zjednoczone | 6,77  |       |
| 6.      | Chiang Wai Hung    | Hongkong          | 6,90  |       |
| 7.      | Diego Valdés       | Chile             | 7,13  |       |
| 8.      | Fagamanu Sofai     | Samoa             | 7,72  |       |

Bieg 4
| Miejsce | Zawodnik            | Państwo           | Wynik | Uwagi |
| ------- | ------------------- | ----------------- | ----- | ----- |
| 1.      | Jason Gardener      | Wielka Brytania   | 6,61  |       |
| 2.      | Eric Nkansah        | Ghana             | 6,61  | SB    |
| 3.      | Giennadij Czernowoł | Kazachstan        | 6,69  |       |
| 4.      | Jérôme Éyana        | Francja           | 6,71  |       |
| 5.      | Aleksandr Smirnow   | Rosja             | 6,73  |       |
| 6.      | Idrissa Sanou       | Birma             | 6,77  | NR    |
| 7.      | Peter Pulu          | Papua-Nowa Gwinea | 6,79  | NR    |
| 8.      | Suryo Agung Wibowo  | Indonezja         | 6,82  |       |

Bieg 5
| Miejsce | Zawodnik            | Państwo             | Wynik | Uwagi |
| ------- | ------------------- | ------------------- | ----- | ----- |
| 1.      | Kim Collins         | Saint Kitts i Nevis | 6,59  |       |
| 2.      | Mark Lewis-Francis  | Wielka Brytania     | 6,60  |       |
| 3.      | Andrea Rabino       | Włochy              | 6,70  |       |
| 4.      | Daniel Dubois       | Szwajcaria          | 6,77  |       |
| 5.      | Erol Mutlusoy       | Turcja              | 6,83  |       |
| 6.      | Stéphan Buckland    | Mauritius           | 6,84  |       |
| 7.      | Gian Nicola Berardi | San Marino          | 7,02  |       |
| 8.      | Antonio Ichiou      | Mariany Północne    | 7,44  |       |

Bieg 6
| Miejsce | Zawodnik              | Państwo          | Wynik | Uwagi |
| ------- | --------------------- | ---------------- | ----- | ----- |
| 1.      | Vicente de Lima       | Brazylia         | 6,63  | AR    |
| 2.      | Simone Collio         | Włochy           | 6,66  | PB    |
| 3.      | Roger Angouono-Moke   | Kongo            | 6,67  |       |
| 4.      | Nobuharu Asahara      | Japonia          | 6,71  | SB    |
| 5.      | Aristotelis Gawelas   | Grecja           | 6,72  |       |
| 6.      | Salem Mubarak Al-Yami | Arabia Saudyjska | 6,79  | NR    |
| 7.      | Leonard Myles-Mills   | Ghana            | 6,83  |       |
| 8.      | Diego Ferreira        | Paragwaj         | 6,96  | NR    |

Bieg 7
| Miejsce | Zawodnik              | Państwo   | Wynik | Uwagi |
| ------- | --------------------- | --------- | ----- | ----- |
| 1.      | Markus Pöyhönen       | Finlandia | 6,58  | NR    |
| 2.      | Prodromos Katsandonis | Cypr      | 6,64  | PB    |
| 3.      | Dejan Vojnović        | Chorwacja | 6,67  |       |
| 4.      | Nikolaos Makrozonaris | Kanada    | 6,71  |       |
| 5.      | Matic Šušteršič       | Słowenia  | 6,76  |       |
| 6.      | Darren Gilford        | Malta     | 6,87  | PB    |
| 7.      | Wahagn Dżawachjan     | Armenia   | 6,97  | NR    |
| 8.      | JJ Capelle            | Nauru     | 7,30  |       |

### Półfinały
Źródło: 
Bieg 1
| Miejsce | Zawodnik            | Państwo           | Wynik | Uwagi |
| ------- | ------------------- | ----------------- | ----- | ----- |
| 1.      | Justin Gatlin       | Stany Zjednoczone | 6,56  |       |
| 2.      | Jérôme Éyana        | Francja           | 6,67  | SB    |
| 3.      | Jeorjos Teodoridis  | Grecja            | 6,68  |       |
| 4.      | Lindel Frater       | Jamajka           | 6,69  |       |
| 5.      | Giennadij Czernowoł | Kazachstan        | 6,69  |       |
| 6.      | Vicente de Lima     | Brazylia          | 6,70  |       |
| 7.      | Simone Collio       | Włochy            | 6,71  |       |
| 8.      | Dave Tomlin         | Kanada            | 6,83  |       |

Bieg 2
| Miejsce | Zawodnik            | Państwo             | Wynik | Uwagi |
| ------- | ------------------- | ------------------- | ----- | ----- |
| 1.      | Mark Lewis-Francis  | Wielka Brytania     | 6,55  | SB    |
| 2.      | Gábor Dobos         | Węgry               | 6,58  | SB    |
| 3.      | Deji Aliu           | Nigeria             | 6,59  |       |
| 4.      | Kim Collins         | Saint Kitts i Nevis | 6,60  |       |
| 5.      | Dejan Vojnović      | Chorwacja           | 6,68  |       |
| 6.      | Roger Angouono-Moke | Kongo               | 6,70  |       |
| 7.      | Anatolij Dowhal     | Ukraina             | 6,72  |       |
| 8.      | Andriej Jepiszyn    | Rosja               | 6,77  |       |

Bieg 3
| Miejsce | Zawodnik              | Państwo           | Wynik | Uwagi |
| ------- | --------------------- | ----------------- | ----- | ----- |
| 1.      | Jason Gardener        | Wielka Brytania   | 6,54  |       |
| 2.      | Markus Pöyhönen       | Finlandia         | 6,59  |       |
| 3.      | Eric Nkansah          | Ghana             | 6,63  |       |
| 4.      | Morné Nagel           | Południowa Afryka | 6,65  | SB    |
| 5.      | Prodromos Katsandonis | Cypr              | 6,66  |       |
| 6.      | Nikolaos Makrozonaris | Kanada            | 6,67  |       |
| 7.      | Andrea Rabino         | Włochy            | 6,73  |       |
| 8.      | Dwight Thomas         | Jamajka           | 7,33  |       |

### Finał
Źródło: 
| Miejsce | Zawodnik           | Państwo             | Wynik | Uwagi |
| ------- | ------------------ | ------------------- | ----- | ----- |
| 01 !    | Justin Gatlin      | Stany Zjednoczone   | 6,46  |       |
| 02 !    | Kim Collins        | Saint Kitts i Nevis | 6,53  | NR    |
| 03 !    | Jason Gardener     | Wielka Brytania     | 6,55  |       |
| 4.      | Mark Lewis-Francis | Wielka Brytania     | 6,57  |       |
| 5.      | Gábor Dobos        | Węgry               | 6,64  |       |
| 6.      | Jérôme Éyana       | Francja             | 6,64  | PB    |
| 7.      | Markus Pöyhönen    | Finlandia           | 6,65  |       |
| 8.      | Deji Aliu          | Nigeria             | 6,72  |       |